# Distrito de Sarıyer

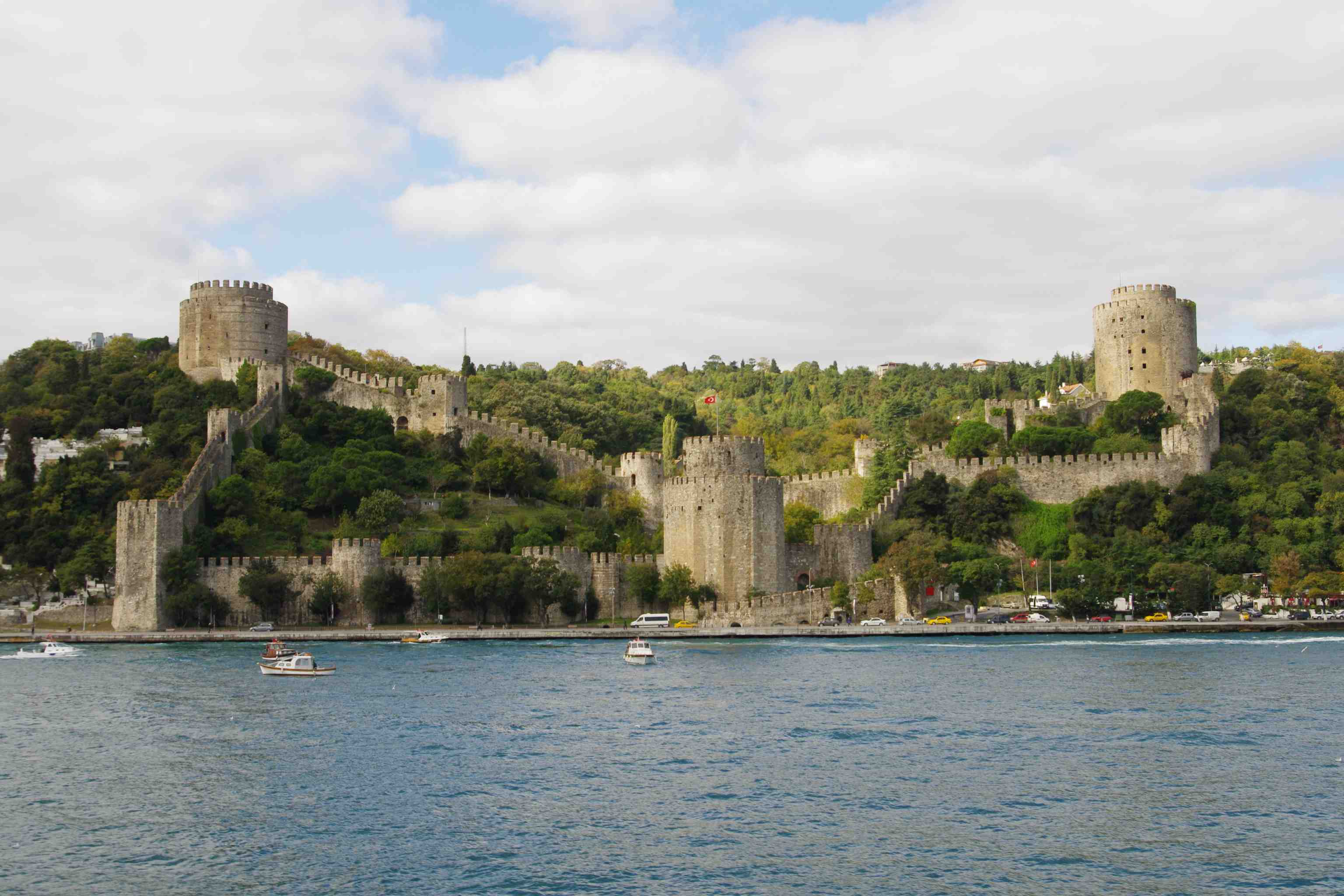
Rumeli Hisarı in Sarıyer district

Sarıyer es un distrito de Estambul, Turquía, situado en la parte europea de la ciudad. Cuenta con una población de 277.372 habitantes (2008).
 Hay playas especiales para mujeres en Sarıyer. Una de ellas es Sarıyer Altınkum Beach y la otra es Menekse Women's Beach.